# James Hagan (coronel confederado)
James Hagan (17 de junio de 1822 - 6 de noviembre de 1901) fue capitán del Ejército de los Estados Unidos durante la Guerra México-Estadounidense y coronel del Ejército de los Estados Confederados durante la guerra civil estadounidense (Guerra Civil). Fue un próspero hombre de negocios y plantador en Mobile, Alabama entre guerras.
Aunque estuvo al mando de una brigada durante la mayor parte de 1863 y desde agosto de 1864 hasta el final de la guerra, nunca fue nombrado general de brigada por el presidente confederado Jefferson Davis ni confirmado como oficial general por el Senado confederado.

## Primeros años
James Hagan nació en el condado de Tyrone, Irlanda, el 17 de junio de 1822. Su familia se mudó a una granja cerca de Filadelfia, Pensilvania, cuando aún era muy joven. Fue educado en la Academia Clermont de Filadelfia. Se mudó a Alabama en 1837. Su próspero tío, John Hagen de Nueva Orleans, Luisiana, lo llevó al negocio familiar y lo estableció en Mobile, Alabama para administrar el negocio de Hagan allí.
Hagan sirvió en los Texas Rangers de Hays, una unidad de caballería en el ejército del mayor general Zachary Taylor durante la guerra entre México y Estados Unidos. Hagan fue reconocido por su valentía en la batalla de Monterrey. Fue comisionado como capitán en el 3.er U.S. Dragoons en 1848. Fue dado de baja el 31 de julio de 1848. Después de la guerra, regresó a Mobile donde compró y posteriormente administró una plantación en lugar de permanecer en el negocio mercantil familiar.
En 1854, Hagan se casó con Bettie Oliver, hija del fiscal general de Alabama.

## Servicio de guerra civil americana
Al comienzo de la Guerra Civil, James Hagan organizó y fue elegido capitán de una compañía de caballería para la Milicia de Alabama, los "Dragones Móviles", que sirvieron de guardia a lo largo de la Costa del Golfo. Se transfirió como Mayor) al 1.er Regimiento de Caballería de Misisipi el 26 de octubre de 1861. El regimiento luchó en la Batalla de Shiloh del 6 al 7 de abril de 1862. Hagan dirigió a sus hombres en una carga montada en la Batalla de Perryville, que fue muy elogiada por su comandante de brigada, el general de brigada Joseph Wheeler.
Hagan fue ascendido a coronel de un nuevo regimiento, el 3.er Regimiento de Caballería de Alabama, el 1 de julio de 1862. El regimiento luchó en todas las campañas del Ejército de Tennessee. En julio de 1863, a Hagan se le asignó el mando de la Brigada 1 de la División del Cuerpo de Caballería del Ejército de Tennessee del General de Brigada William T. Martin, que era la antigua brigada del General de División Joseph Wheeler. Durante la primavera y el verano de 1863, la brigada protegió el frente izquierdo del ejército del general Braxton Bragg. Wheeler recomendó que Hagan fuera ascendido a general de brigada, pero Bragg bloqueó la promoción porque dijo que Hagan estaba en un estado de "disipación", una referencia a la borrachera o al alcoholismo. Hagan había sido herido cerca de Franklin, Tennessee en el invierno de 1862 y nuevamente cerca de Kingston, Tennessee en noviembre de 1863. En noviembre de 1863, renunció y regresó a Mobile para recuperarse de sus heridas y su decepción por no haber sido ascendido.
Después de recuperarse, Hagan pidió que se revocara su renuncia. La renuncia fue revocada y regresó a su regimiento para la campaña de Atlanta, donde el regimiento luchó como infantería en las trincheras. Cuando el general de brigada William Wirt Adams fue ascendido al mando de la División, Hagan fue asignado al mando permanente de la brigada, que constaba de 5 regimientos y 1 batallón de caballería de Alabama. La brigada de Hagan era parte de la fuerza de Wheeler que se opuso a la Campaña Marcha al Mar y Carolinas del Mayor General William T. Sherman. Hagan fue herido nuevamente en la Batalla de Monroe's Crossroads, cerca de Kinston, Carolina del Norte, el 10 de marzo de 1865, y nuevamente en Fayetteville, Carolina del Norte al día siguiente.
Aunque Hagan fue asignado como general de brigada interino a principios de 1865, nunca recibió un nombramiento oficial de Jefferson Davis ni la confirmación por parte del Senado Confederado de un nombramiento como oficial general. El mayor general Wheeler escribió más tarde que los funcionarios del Departamento de Guerra de los Estados Confederados le habían dicho extraoficialmente que se habían emitido comisiones generales de brigada para Hagan, Henry Marshall Ashby y Moses Wright Hannon cerca del final de la guerra, pero nunca se entregaron tales comisiones.

## Secuelas
Hagan regresó a Mobile después de la guerra, pero no tenía un centavo ya que su fortuna se había convertido en dinero confederado. Trabajó como gerente de una plantación en el río Alabama en la década de 1870 y principios de la de 1880. El presidente Grover Cleveland lo nombró pregonero del Tribunal de Distrito de los Estados Unidos en Alabama en 1885.
James Hagan murió el 6 de noviembre de 1901 en Mobile, Alabama. Está enterrado en el cementerio Magnolia en Mobile.